# Gary Starkweather
Gary Keith Starkweather (ur. 9 stycznia 1938 w Lansing, zm. 26 grudnia 2019 w Orlando) – amerykański inżynier, wynalazca drukarki laserowej.

## Życiorys
Ukończył studia licencjackie z zakresu fizyki na Uniwersytecie Michigan w 1960. Następnie studiował optykę na University of Rochester. Studia łączył z pracą w firmie Bausch & Lomb. W 1964 roku rozpoczął pracę w firmie Xerox w Rochester. Firma Xerox produkowała wówczas fotokopiarkę. Starkweather zajmował się stworzeniem urządzenia, które umożliwiłoby przekazywanie informacji pomiędzy oddalonymi od siebie kopiarkami. Stwierdził, że przydatne byłoby użycie do tego celu lasera. Następnie wpadł na pomysł, że całe drukowanie mogłoby odbywać się za pomocą lasera, dzięki temu jakość wydruku mogłaby być wyższa. Pomysł nie spodobał się jednak szefowi Starkweathera. Kilka lat później Starkweather został przeniesiony do ośrodka badawczego Xerox PARC. Tam, w 1971 roku opracował prototyp pierwszej drukarki laserowej. Pracował w Xerox do 1988 roku. W latach 1988–1997 był zatrudniony w firmie Apple, następnie od 1997 roku do emerytury w Microsofcie.